# Roman Sidorowicz
Roman Sidorowicz (Horgen, 8 de agosto de 1991) es un exjugador de balonmano suizo que jugó de lateral izquierdo. Su último equipo fue el Pfadi Winterthur. Fue un componente de la selección de balonmano de Suiza.
Su primer gran campeonato con la selección fue el Campeonato Europeo de Balonmano Masculino de 2020.

## Palmarés

### Pfadi Winterthur
- Copa de Suiza de balonmano (2): 2015, 2018
- Liga de Suiza de balonmano (1): 2021

## Clubes
| Club             | País     | Año         |
| ---------------- | -------- | ----------- |
| Amicitia Zurich  | Suiza    | 2010 - 2014 |
| Pfadi Winterthur | Suiza    | 2014 - 2018 |
| MT Melsungen     | Alemania | 2018 - 2020 |
| Pfadi Winterthur | Suiza    | 2020 - 2022 |